# Ludvig Schytte
Ludvig Schytte (né le 28 avril 1848 à Aarhus – mort le 10 novembre 1909 à Berlin) est un pianiste et compositeur danois.

## Biographie
Ludvig Schytte a étudié la musique avec Niels Wilhelm Gade et Edmund Neupert. En 1884, il part pour Weimar afin d’étudier avec Franz Liszt. Schytte a vécu et enseigné à Vienne de 1886 à 1907. Il passe les deux dernières années de sa vie à Berlin.
D'abord pharmacien de formation, Schytte a composé un Concerto pour piano en do dièse mineur, opus 28, et une Sonate en si bémol, parmi de nombreuses autres œuvres pour piano. Il a également écrit deux opéras : Hero et Der' Mameluk. Ses œuvres plus courtes sont encore utilisées aujourd’hui comme études pédagogiques par les pianistes.

## Œuvres
Piano
- Concerto pour piano en do dièse (op. 28)
- Sonate en  si bémol
- 25 études pour piano
- Nuits en Espagne (op. 114)

Opéras
Ludvig Schytte a écrit deux opéras : 
- Hero (créé le 25 septembre 1898 à Copenhague) ;
- Der Mameluk (créé le 22 décembre 1903 à Vienne).